# Hecla
Hecla és una població dels Estats Units a l'estat de Dakota del Sud. Segons el cens del 2000 tenia 314 habitants.

## Demografia
Segons el cens del 2000, Hecla tenia 314 habitants, 147 habitatges, i 93 famílies. La densitat de població era de 356,6 habitants per km².
Dels 147 habitatges en un 21,1% hi vivien nens de menys de 18 anys, en un 55,1% hi vivien parelles casades, en un 6,8% dones solteres, i en un 36,1% no eren unitats familiars. En el 34% dels habitatges hi vivien persones soles el 19% de les quals corresponia a persones de 65 anys o més que vivien soles. El nombre mitjà de persones vivint en cada habitatge era de 2,14 i el nombre mitjà de persones que vivien en cada família era de 2,71.
Per edats la població es repartia de la següent manera: un 20,1% tenia menys de 18 anys, un 5,1% entre 18 i 24, un 19,7% entre 25 i 44, un 25,5% de 45 a 60 i un 29,6% 65 anys o més.
L'edat mediana era de 48 anys. Per cada 100 dones de 18 o més anys hi havia 91,6 homes.
La renda mediana per habitatge era de 25.375 $ i la renda mediana per família de 42.656 $. Els homes tenien una renda mediana de 27.500 $ mentre que les dones 16.042 $. La renda per capita de la població era de 14.775 $. Entorn del 2,2% de les famílies i el 3,3% de la població estaven per davall del llindar de pobresa.

## Poblacions més properes
El següent diagrama mostra les poblacions més properes.